# Cenchrées
Ne doit pas être confondu avec Cenchrées (Argolide).

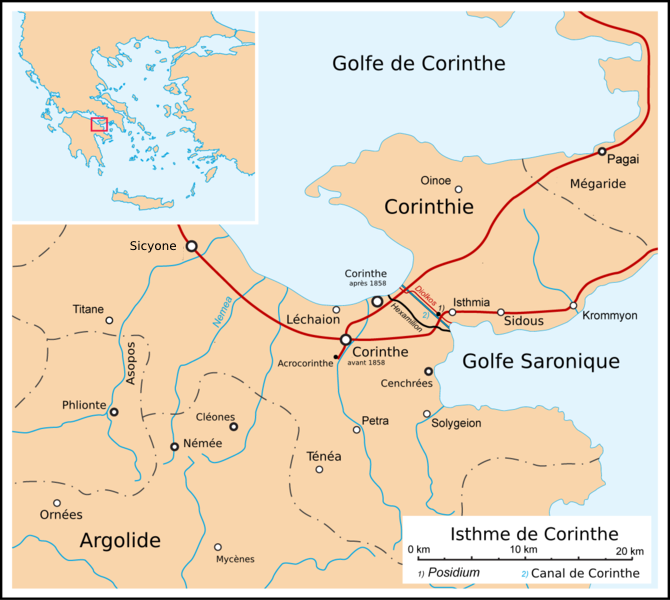
Carte de l’isthme de Corinthe

Cenchrées (en grec moderne : Κεχριές / Kechriés) est l'un des deux ports antiques de la ville de Corinthe, en Grèce. 
Le port antique se trouvait à environ 8 km de Corinthe, à l'est de la ville, sur le golfe Saronique, tourné vers la mer Égée. Le port n'est actuellement plus utilisé.
Cenchrées est aujourd'hui un lieu touristique, avec une petite plage et des vestiges à demi immergés du port antique, visibles de la côte. Des fouilles ont été menées sur le petit promontoire, au nord de la plage, par des archéologues américains.
Le musée d'Isthmia expose les objets découverts à Cenchrées, dont de grandes plaques décoratives de verre coloré en opus sectile.

## Histoire

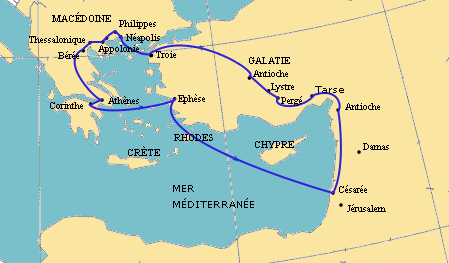
Second voyage de Paul de Tarse

Dans l'Antiquité, Kenchreai était l'un des deux ports situés sur le territoire de la cité de Corinthe. Kenchreai était ouverte aux routes commerciales de l'Est par le golfe Saronique, tandis que Léchaion (ou Léchée) sur le golfe de Corinthe était tourné vers les routes commerciales menant à l'Italie et aux autres régions de l'Europe de l'Ouest. Situé sur la côte orientale de l'isthme de Corinthe, le port de Kenchreai était établi à un carrefour naturel entre les navires arrivant de l'est et le trafic par voie terrestre en direction du nord et du sud, entre le centre de la Grèce et le Péloponnèse. L'origine de Kenchreai est inconnue, mais la cité doit avoir été habitée depuis des temps très anciens, probablement depuis la Préhistoire, grâce à son port naturel en eau profonde, favorable au débarquement des navires. La région est dotée de sources d'eau abondantes, sur un socle massif de calcaire oolithique qui fournit une pierre de construction excellente, et de plusieurs positions défendables, offrant de bons points de vue. Le nom du site semble dériver du mot grec ancien pour le mil, et la capacité de la région pour la production agricole est encore évidente.
Les premières sources textuelles pour Kenchreai sont une épitaphe de la période archaïque tardive (fin du -VIe/début du-Ve siècle) et des références dans les écrits historiques et géographiques de l'époque classique à l'époque hellénistique (-Ve/-IIe siècle). Elles révèlent un établissement permanent et des installations portuaires fortifiées. Peu de vestiges archéologiques survivent de ce premier établissement, mais il semble avoir été situé à l'ouest de la côte  moderne, le long de la crête qui borde le village moderne, au nord.
Kenchreai a prospéré du temps de l'Empire romain, la cité étant alors établie autour du port en forme de croissant fermé par d'énormes digues de béton. La communauté locale était petite mais prospère, d'une grande diversité sociale, culturelle et religieuse. La littérature antique et des inscriptions trouvées sur le site témoignent de la présence des cultes d'Aphrodite, Isis, Asklépios, Poséidon, Dionysos et Pan. Le christianisme est arrivé tôt à Kenchreai. Selon Actes 18:18, l'apôtre Paul s'est arrêté à Kenchreai lors de son deuxième voyage missionnaire, où il s'était fait raser les cheveux pour accomplir un vœu. Dans son épître aux Romains (Romains 16:l), il mentionne le lieu et une diaconesse nommée Phébé dans l'assemblée locale. On trouve aussi une mention tardive d'un évêque à Kenchreai, mais la véracité en est difficile à établir.

## Archéologie

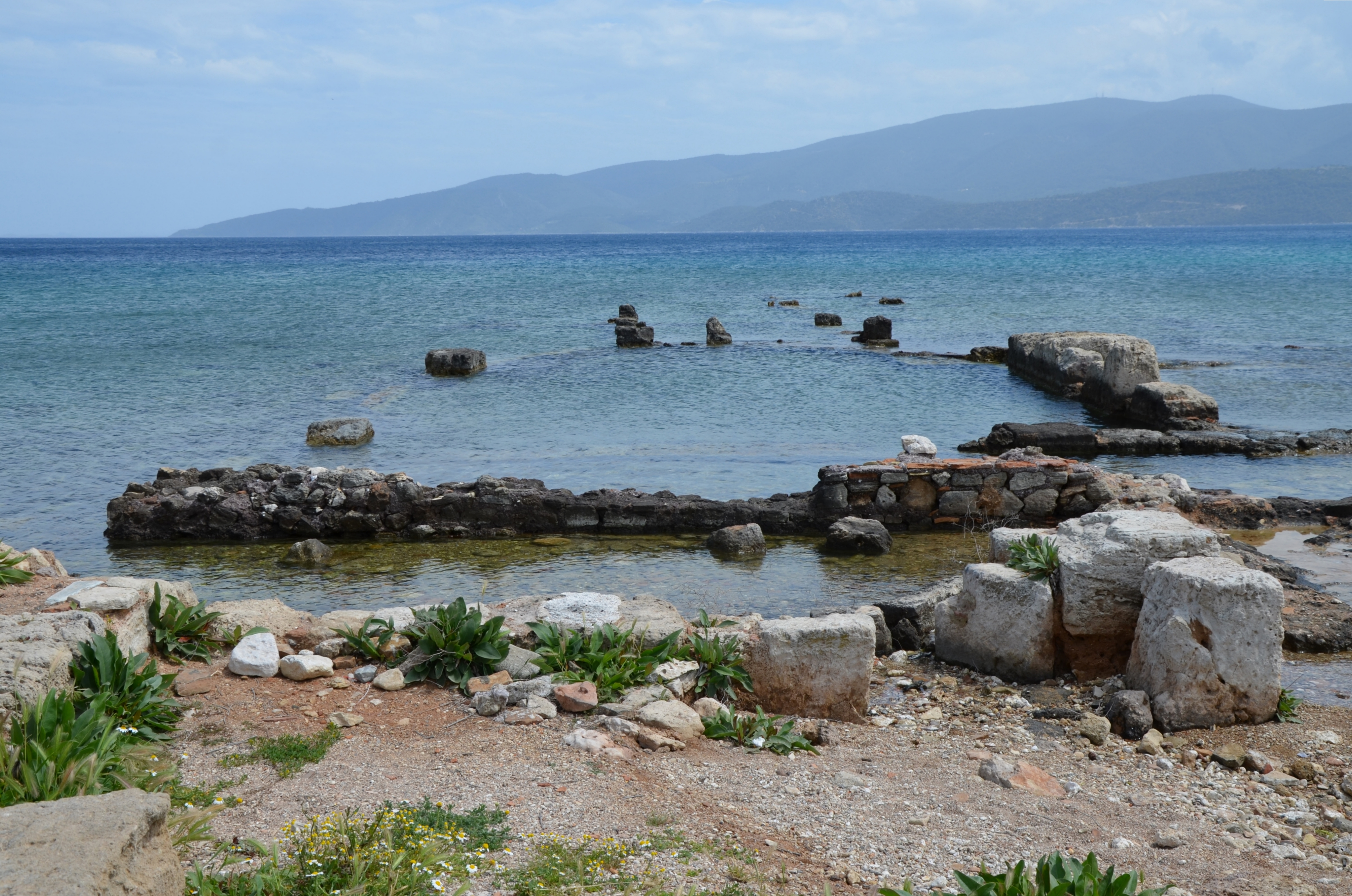
Vestiges submergés du port de Cenchrées, avec un supposé temple d'Isis.

Le port antique a été partiellement fouillé en 1962-1969 par une équipe parrainée par l'American School of Classical Studies, sous la direction générale du professeur Robert Scranton. Les fouilles ont mis au jour plusieurs édifices qui témoignent de la vitalité commerciale du port durant l'Empire romain et jusqu'au VIIe siècle, quand l'activité maritime a apparemment diminué. 
Les bâtiments les plus significatifs sont situés au nord et au sud, débouchant sur le port et présentant des séries de salles tournées vers le front de mer (probablement des entrepôts), des viviers, des complexes monumentaux décorés de marbre sculpté (appartenant peut-être aux sanctuaires d'Aphrodite et d'Isis dont Pausanias atteste les cultes au -IIe siècle), des pavements de mosaïque et des peintures murales (appartenant à des édifices sacrés, de somptueuses villas balnéaires, ou de riches bâtiments publics), et une petite basilique chrétienne. Le plus important parmi les nombreuses découvertes a été plus d'une centaine de panneaux de verre en opus sectile trouvés dans leurs caisses d'emballage, peut-être destinés à être exposés au sanctuaire d'Isis, lors de cérémonies annuelles comme celles décrites dans les Métamorphoses d'Apulée, qui racontent, comme les panneaux de verre, l'histoire d'un homme transformé en âne et son retour à la forme humaine grâce à l'intervention de la déesse. 
L'équipe de Chicago a publié six volumes depuis 1975 sur l'architecture, les panneaux de verre, la poterie, les pièces de monnaie, les lampes et les meubles provenant des fouilles. Des études sont en cours sur des figurines de verre et de terre cuite et d'autres trouvailles.
Depuis 2002, les recherches et les fouilles parrainées conjointement par l'école américaine et le ministère grec de la Culture ont exploré la région immédiatement au nord du port sur la crête côtière basse appelée Koutsongila. Ces nouvelles recherches se sont concentrées sur un vaste cimetière comprenant des tombes à chambre romaines et des tombes à ciste byzantines, un quartier résidentiel face à la mer, et d'autres grandes structures surplombant le port. Les artefacts abondants et les structures trouvés dans le port et sur la Koutsongila ont révélé la richesse considérable de la population locale, avec plusieurs objets d'une qualité artistique exceptionnelle, et des relations avec des centres de production et d'échanges à l'est de la mer Égée, en Asie Mineure et au Proche-Orient. Le matériel provenant des fouilles est conservé au Musée archéologique d'Isthmia, où une partie est exposée. Les fouilles américaines de Kenchreai sont désormais dirigées par Joseph L. Rife, dont l'équipe a commencé à réévaluer les découvertes dans les années 1960 et à achever leur étude et leur publication.
Les textes historiques et géographiques de l'époque byzantine et post-byzantine indiquent que le port de Kenchreai était encore fréquenté par les voyageurs et les expéditions impériales. Alors que l'ancien port aurait encore pu recevoir la circulation des navires après l'Antiquité, les témoignages archéologiques de l'occupation médiévale sont minces, ne dénotant pas une occupation permanente. Un petit port s'est établi au début des temps modernes, surtout pour l'exportation de produits locaux comme les céréales, les agrumes et les tomates.